# The War Correspondent (film 1913 Vignola)
The War Correspondent è un cortometraggio muto del 1913 diretto da Robert G. Vignola. Prodotto dalla Kalem Company, è interpretato da Harry F. Millarde, Marguerite Courtot, Henry Hallam e dallo stesso regista, nel ruolo del rivale.
In novembre, nelle sale statunitensi fu distribuito un altro cortometraggio dallo stesso titolo, un The War Correspondent diretto da Jay Hunt.

## Trama
Jack Fisher, giovane reporter, viene assunto da un importante quotidiano cittadino. In ufficio, simpatizza che Myrtle, una delle impiegate, provocando la gelosia di Hal Martin. Questi, giornalista di fama e nome di punta del giornale, è innamorato della ragazza e briga ai danni di Jack per toglierselo dai piedi. Per screditarlo, sostituisce la copia del testo di un articolo di Jack con uno scritto da lui, rovinandogli il pezzo e facendolo licenziare. Il giovane, qualche tempo dopo, viene a conoscenza di alcune notizie che stanno arrivando da una repubblicana centroamericana e decide di partire per trovarsi sul campo al momento della crisi che sente imminente. Quando scoppia la guerra, il giornale invia Martin. Ma, nel momento cruciale, durante la battaglia che deciderà le sorti del conflitto, il grande giornalista è in una taverna, completamente ubriaco. Jack, che lo trova incosciente, prende le sue credenziali e va al fronte, seguendo il combattimento come corrispondente di guerra. Finita la battaglia, invia subito il pezzo al giornale ma l'ufficio telegrafico dove si trova viene assalito e lui è arrestato. In redazione, tutti pensano che l'articolo arrivato sia di Martin e lui, ritornato a casa, non fa niente per smentire la cosa. Intanto, il vero autore dello scoop sta languendo in carcere. Dopo sei lunghi mesi, Jack riesce a fuggire, trovando rifugio al suo consolato. Lì, mostra le credenziali di Martin in suo possesso: il console si mette in comunicazione con il giornale e la verità salta fuori. Martin è costretto a confessare e viene licenziato. Jack, al suo ritorno, ritrova Myrtle che ha sempre avuto fiducia in lui e ottiene il posto ormai vacante di Martin.

## Produzione
Il film fu prodotto dalla Kalem Company.

## Distribuzione
Distribuito negli Stati Uniti dalla General Film Company, il film - un cortometraggio in una bobina - uscì nelle sale l'8 marzo 1913.